# Sarnen
Sarnen és un municipi del cantó d'Obwalden (Suïssa), del qual és la capital.

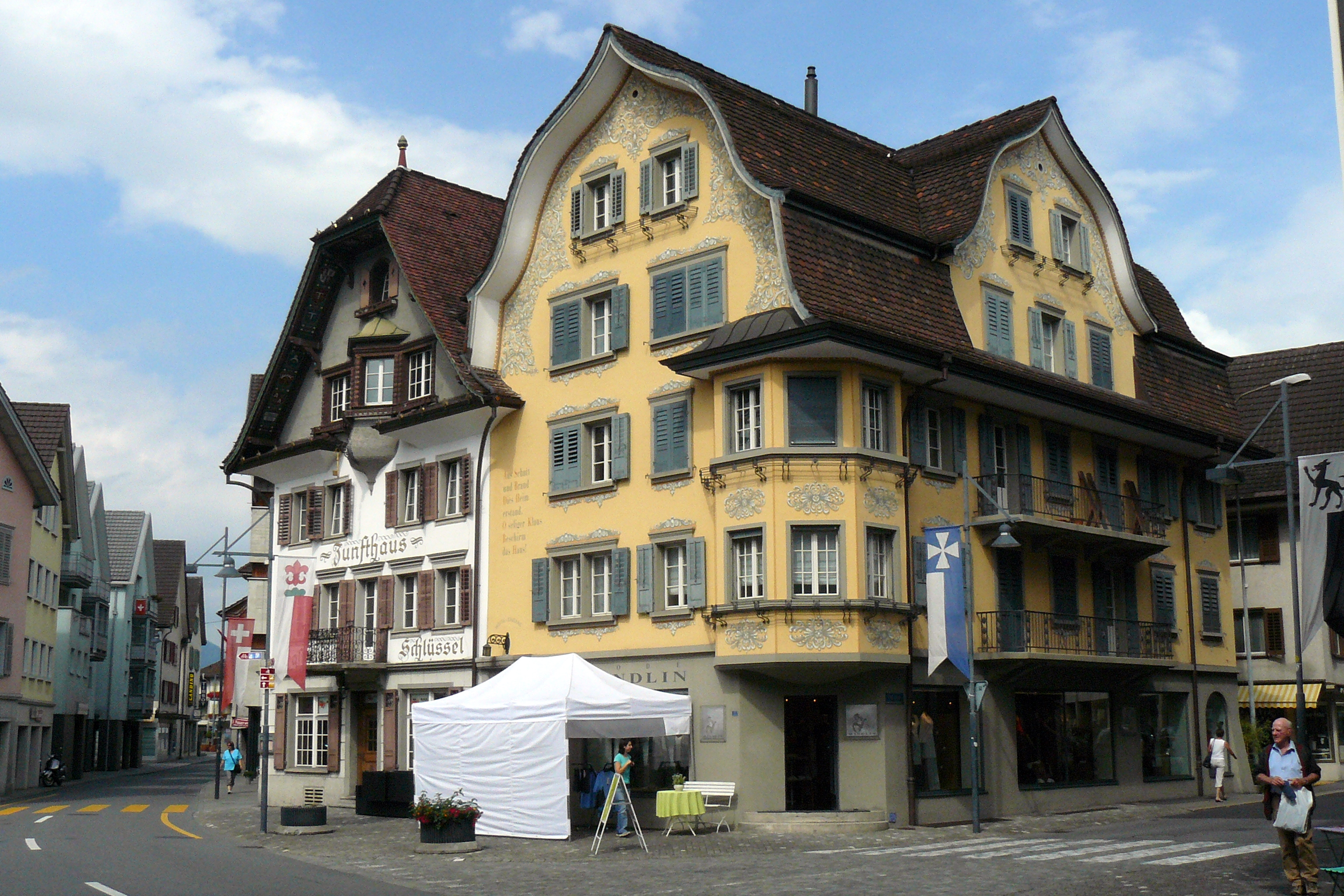
Nucli antic